# Norris, Madison, and Fishing Bridge Museums
Les Norris, Madison, and Fishing Bridge Museums sont trois trailside museums regroupés au sein d'un district historique dans les comtés de Park et Teton, dans le Wyoming, aux États-Unis. Protégé au sein du parc national de Yellowstone, ce district est inscrit au Registre national des lieux historiques et classé National Historic Landmark depuis le 28 mai 1987. Comme son nom l'indique, il comprend le Norris Museum, le Madison Museum et le Fishing Bridge Museum.